# Октябрьское (Томская область)
Октя́брьское (до 1992 года — Октябрьский) — село (с 1981 до 1992 годы — пгт) в Томском районе Томской области России. Административный центр Октябрьского сельского поселения. Находится в 52 километрах от Томска. Население 1708 чел. (2021) .

## История
Посёлок Октябрьский возник в 1965 году, когда при разработке Туганского месторождения был построен Туганский завод силикатных стеновых материалов (ныне Туганский горно-обогатительный комбинат «Ильменит»). В 1981 году Октябрьский стал посёлком городского типа (рабочим посёлком), с 1992 года — селом с изменением названия Октябрьский на Октябрьское.

## География
Микрорайон Солнечный.
Улицы: 124 км (бывший населённый пункт 124 км), Железнодорожная, Заводская, Кирова, Коммунистическая, Комсомольская, Ласточкина, Лесная, Мира, Могочина, Набережная, Никитина, Овражная, Строителей, Таёжная, Юбилейная.
Переулок: Берёзовый.

## Население

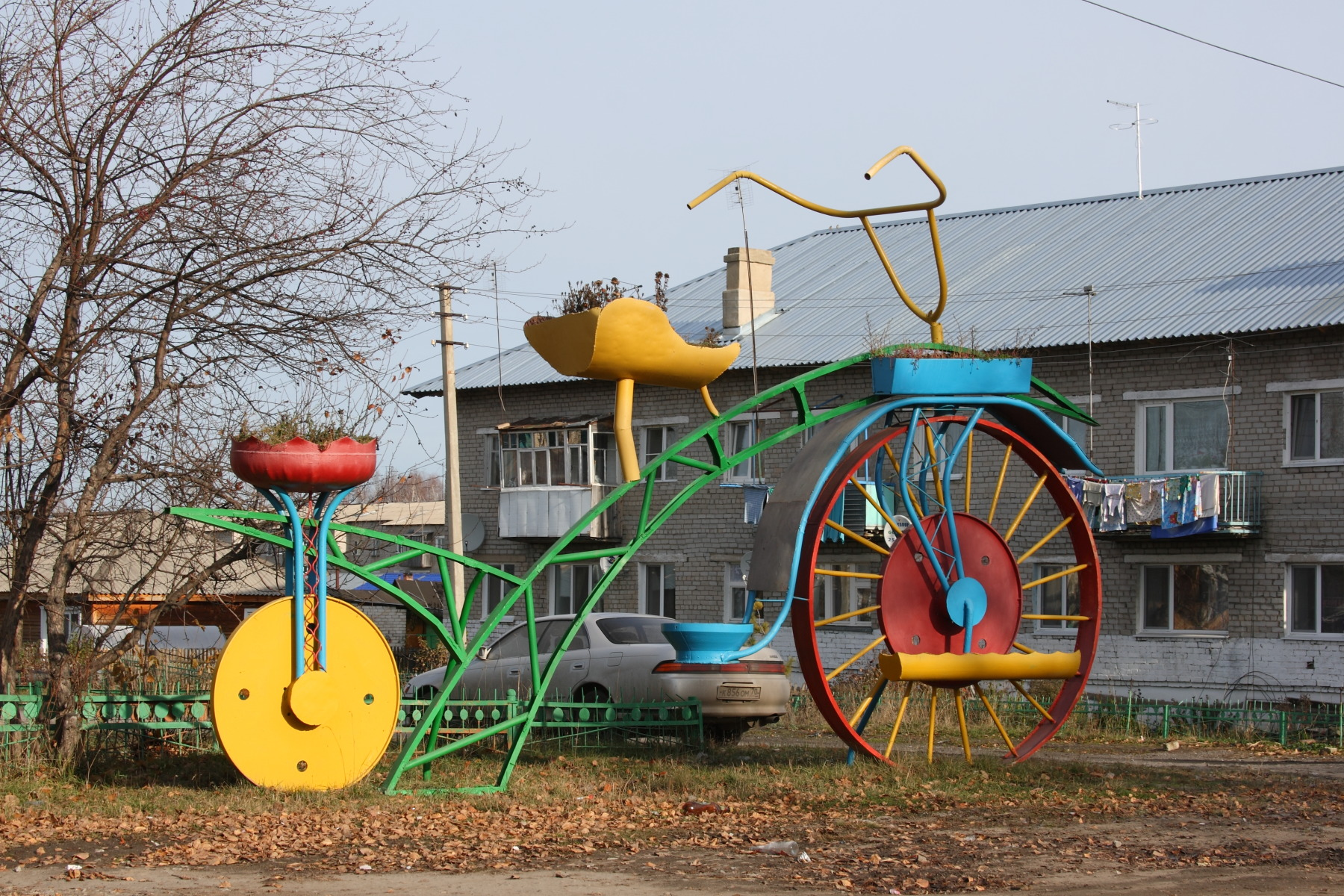

| 1989  | 2002  | 2008  | 2009  | 2010  | 2011  | 2012  | 2013  | 2014  |
| ----- | ----- | ----- | ----- | ----- | ----- | ----- | ----- | ----- |
| 1997  | ↗2034 | ↘2012 | ↘1987 | ↗2103 | ↗2109 | ↘2078 | ↘2073 | ↗2088 |
| 2015  | 2021  |       |       |       |       |       |       |       |
| ↘2077 | ↘1708 |       |       |       |       |       |       |       |

## Инфраструктура
В селе действует средняя школа, детский сад, районная станция туристов, детско-юношеская спортивная школа, Дом культуры, библиотека, районная больница № 2, приют, дом христианского просвещения, жилищно-коммунальная служба, отделение связи, телефонная станция, филиал «Сбербанка», аптека, магазины, рынок.

## Транспорт
Автобусный маршрут № 104 «Томский автовокзал — Октябрьское» — несколько рейсов в день. Севернее села проходит участок Томской ветви, село находится между остановочными площадками 123 км и 129 км.